# Baby Felix
Baby Felix er en anime-tv-serie på 65 afsnit fra 2000 om Katten Felix som baby, der fører sine venner ud i mange eventyr.